# Баранівський ліс (втрачена пам'ятка природи)
45°23′45″ пн. ш. 28°48′50″ сх. д. / 45.39583° пн. ш. 28.81389° сх. д.
Ботанічна пам’ятка природи місцевого значення «Баранівський ліс» (втрачена) була створена рішенням виконкому обласної ради 1972 року. Площа 4,1 га.

Державне підприємство «Ізмаїльське лісове господарство», Ізмаїльське лісництво, урочище „Баранівка”, квартал 10, ділянка 3 (на захід від дороги Ізмаїл — Каланчак).

## Опис (на початок 2000-х)
Еталонні гледичієво-акацієві насадження, створені у південному степу у 1950 р. У рослинному покриві домінують дерева Robinia pseudoacacia та Gleditsia triacanthos. У підліску зростають Swida sanquinea (Свидина кривавочервона), Cotinus coggygria. Зараз спостерігається  усихання  дерев, що значно зменшує повноту деревостану.
 
Як і «Акацієвий гай», об’єкт втратив еталонну та природоохоронну цінність.
Рішенням Одеської обласної ради від 20 березня 2009 року №779-V  об'єкт було скасовано. Скасування відбулось за рекомендацією Південного наукового центру НАН України та Одеського національного університету ім. І.І. Мечникова по причині всихання  насаджень .